# EURONEXT 100
Index EURONEXT 100 je blue chipovým indexem panevropské burzy Euronext. V bázi indexu se nachází 100 nejlepších - nejlikvidnějších akcií obchodovaných v rámci burzy Euronext. Index byl založen k 31. prosinci roku 1999 s hodnotou 1000 bodů. A v současné době reprezentuje 81 % kapitalizace všech titulů obchodovaných na burze Euronext. V reálných číslech se poté jedná o hodnotu 1,177 miliardy eur z celkové částky 1,477 miliardy eur. V bázi indexu jsou nejvíce zastoupeny akcie francouzských společností. Z celkového počtu sta emisí jich je francouzských 62, nizozemských 20, belgických 10, portugalských 6, německých 1 a britských také 1.